# Minora
Minora är ett svenskt metalband från Göteborg. Bandets debutalbum Imago släpptes 2011 på Dead Tree Music.

## Historia
Minoras släppte sin första EP Square One redan 2004 och lirade på den tiden nån form av nu metal. Från och med sitt debutalbum, Imago, som släpptes i januari 2011, ändrades stilen till nån form av alternativ rock/metal med progressiva drag. Inspelningen gjordes på Svenska Grammofonstudion (The Haunted, Dark Tranquillity) samt Studio Skogen i Göteborg och skivan blev mixad och mastrad av David Castillo (Opeth, Katatonia, Bloodbath) på
Ghost Ward i Stockholm under 2010.
Vidare anlitades den amerikanske designern Shelby Cinca (The Dillinger Escape Plan, Darkest Hour, Division of Laura Lee) som grafiker för skivkonvolutet till Imago med hjälp av illustratören Åsa Rehndell.
I maj 2012 anlitade Minora producenten Roberto Laghi (In Flames, Death Destruction, Hardcore Superstars) för inspelningen av EP:n, Into The Ocean. Samma år signades även bandet av In Flames sångare Anders Fridén till hans bolag Razzia Notes. Artwork och design gjordes av Niklas Sundin (Dark Tranquility).
Under hösten 2013 beslöt sig Zetterlund för att lämna bandet av personliga skäl och gitarristen Kenny Jakobsson fattade micken. Tidigt på våren 2014 fick även Oyarzo lämna sin plats i bandet som gitarrist och ersattes av Tomas Walding.
I januari 2015 gick bandet ut på sin facebooksida med att bandet hade tagit en paus på obestämd tid på grund av en rad indicier. 
Det blev en ganska lång paus och i mars 2016 gick bandet ut med att de är aktiva igen och skulle spela in nytt material och att Tommie Zetterlund åter står för sången. Ytterligare tillskott är Robert Axelsson (One Man Army) på bas.
Våren 2019 gick bandet in i Crehate Studios med Oscar Nilsson bakom spakarna och spelade in "Ebb & Flow" bandets andra fullängdare som släpptes den 22 november 2019.

## Medlemmar
Senaste medlemmar
- Kenny Jakobsson – gitarr (2004–2013), sång (2013–2015, 2016– )
- Andreas Condurso – trummor (2011–2015, 2016– )
- Tommie Zetterlund – sång (2004–2013, 2016– )
- Robert Axelsson - bas (2016– )

Tidigare medlemmar
- Claudio Oyarzo – gitarr (2004–2014)
- Joseph Astorga – trummor (2004–2011)
- Djilali Benarradj – basgitarr (2010–2014)
- Tomas Walding – gitarr (2014–2015)
- Fredrik Sandberg – gitarr, keyboard (2004–2015, 2016–2018 )

## Diskografi
Studioalbum
- 2011 – Imago
- 2019 – Ebb And Flow

EP
- 2004 – Square One
- 2004 – Wicked Scenes From a Memory
- 2006 – A Work Of Fiction
- 2013 – Into The Ocean

Singlar
- 2010 – "A new Dawn"
- 2011 – "Mountain"
- 2013 – "Into The Ocean"
- 2014 – "The Plunge"
- 2014 – "Phoenix Rising"
- 2016 – "Lost"
- 2019 – "The Void"